# Vrchoslavice
Vrchoslavice è un comune della Repubblica Ceca facente parte del distretto di Prostějov, nella regione di Olomouc.